# Siechnowicze Małe
Siechnowicze Małe (biał. Сяхновічы Малыя) – wieś na Białorusi w rejonie żabineckim obwodu brzeskiego.
Gniazdo rodowe Kościuszków (Kostiuszków) herbu Roch III, znajduje się tu m.in. Park Kościuszko założony w 1775, jedyny na Białorusi pomnik-popiersie Tadeusza Kościuszki przed miejscową szkołą, w której znajduje się też izba pamięci o bohaterze.

## Historia
W XIX i w początkach XX w. położone były w Rosji, w guberni grodzieńskiej, w powiecie kobryńskim, w gminie Siechnowicze.
W dwudziestoleciu międzywojennym leżały w Polsce, w województwie poleskim, w powiecie kobryńskim, do 18 kwietnia 1928 w gminie Siechnowicze, następnie w gminie Żabinka. W 1921 wieś i folwark liczyły łącznie 97 mieszkańców, zamieszkałych w 14 budynkach, wyłącznie Polaków. 93 mieszkańców było wyznania prawosławnego i 4 rzymskokatolickiego.
Po II wojnie światowej w granicach Związku Sowieckiego. Od 1991 w niepodległej Białorusi.